# 長城公主 (劉宋)
长城公主（?—?），是中国南北朝宋文帝刘义隆第五女。
长城公主嫁给了谢纬，谢纬与哥哥谢综、谢约不和。谢综、谢约与范晔谋反伏诛。谢纬免死，流放广州，孝建年间回到建康。谢纬方雅有父风，官至正员郎。其子谢朓。